# Polygonia p-album
Polygonia p-album är en fjärilsart som beskrevs av Bezsilla 1943. Polygonia p-album ingår i släktet Polygonia och familjen praktfjärilar. Inga underarter finns listade i Catalogue of Life.